# Landkreis Freising
Landkreis Freising ligger i den nordøstlige del af det  bayerske Regierungsbezirk Oberbayern i det sydlige Tyskland.
De største byer er administrationsbyen (Krisstadt) Freising, kommunen Neufahrn, byen Moosburg, kommunerne  Eching  og Hallbergmoos samt købstæderne   Au  og Nandlstadt i den nordlige del af landkreisen. Den ældste by i landkreisen er Moosburg, der i 1331 allerede tidligere end Freising (1359) erhvervede stadsrettigheder.

## Geografi
Nabolandkreise er mod nord Landkreis Kelheim, mod øst Landkreis Landshut, mod sydøst Landkreis Erding, mod syd Landkreis München, mod sydvest Landkreis Dachau og mod nordvest Landkreis Pfaffenhofen an der Ilm.
Området består hovedsageligt af to landskaber: udløbere af Münchener Schotterebene (München grussletten) med dens typiske moser, og det nordlige tilgrænsende bakkelandskab,  som gennemløbes af floden Amper. Denne løber gennem krisområdet fra vest mod øst, og munder ved Moosburg ud i Isar, der i den østlige del af kreisen løber fra sydvest mod nordøst.
Nord for Smper ligger landskabet Hallertau, der er kendt for en stor produktion af humle.

## Byer og kommuner
Den største by og kommune  i landkreisen er administrationsbyen Freising 
Kreisen havde 179116  indbyggere pr.  2018-12-31

| Byer 1. Freising, administrationsby (48634 ) 2. Moosburg a.d.Isar (18510) Købstæder (markt) 1. Au i.d.Hallertau (6063) 2. Nandlstadt (5318 Kommuner 1. Allershausen (5847) 2. Attenkirchen (2761) 3. Eching (14010) 4. Fahrenzhausen (5041) 5. Gammelsdorf (1469) 6. Haag a.d.Amper (2960) 7. Hallbergmoos (10953) 8. Hohenkammer (2662) 9. Hörgertshausen (1968) 10. Kirchdorf a.d.Amper (3235) 11. Kranzberg (4175) 12. Langenbach (3991) 13. Marzling (3238) 14. Mauern (3077) 15. Neufahrn b.Freising (20223) 16. Paunzhausen (1497) 17. Rudelzhausen (3416) 18. Wang (2582) 19. Wolfersdorf (2600) 20. Zolling (4886) Verwaltungsgemeinschafte 1. Verwaltungsgemeinschaft Allershausen med kommunerne Allershausen og Paunzhausen 2. Verwaltungsgemeinschaft Mauern med kommunerne Gammelsdorf, Hörgertshausen, Mauern og Wang 3. Verwaltungsgemeinschaft Zolling med kommunerne Attenkirchen, Haag a.d.Amper, Wolfersdorf og Zolling |